# Jérôme Bonaparte
Jérôme Bonaparte   (Ajaccio, 15 de novembre de 1784 - château de Vilgénis, 24 de juny de 1860), fou príncep francès i altesa imperial (1806 i 1852), fill de Charles-Marie Bonaparte i de Maria-Létizia Ramolino, era el germà més petit de Napoleó I. Fou le roi Jérôme Napoléon, príncep francès; rei de Westfàlia de 1807 a 1813.